# Procanace suigoensis
Procanace suigoensis är en tvåvingeart som beskrevs av Ichiro Miyagi 1965. Procanace suigoensis ingår i släktet Procanace och familjen Canacidae. Inga underarter finns listade i Catalogue of Life.